# Chevreuil d'Europe
Capreolus capreolus
Pour les autres espèces de mammifères désignées par le nom « chevreuil », voir Chevreuil.
Espèce
Statut de conservation UICN

 LC  : Préoccupation mineure
Répartition géographique
Classification phylogénétique
- Artiodactyla
  - Tylopoda
  - Clade non nommé
    - Suina
    - Clade non nommé
      - Ruminantia
        - Tragulidés
        - Antilocapridés
        - Giraffidés
        - Moschidés
        - Cervidés
        - Bovidés

      - Clade non nommé
        - Hippopotamidés
        - Cetacea

Le chevreuil d'Europe, Capreolus capreolus, est une espèce de cervidés d'Europe et d'Asie Mineure, du sous-ordre des ruminants, qui vit dans divers milieux tempérés dont les forêts de feuillus ou mixtes (feuillus et conifères).

## Dénominations

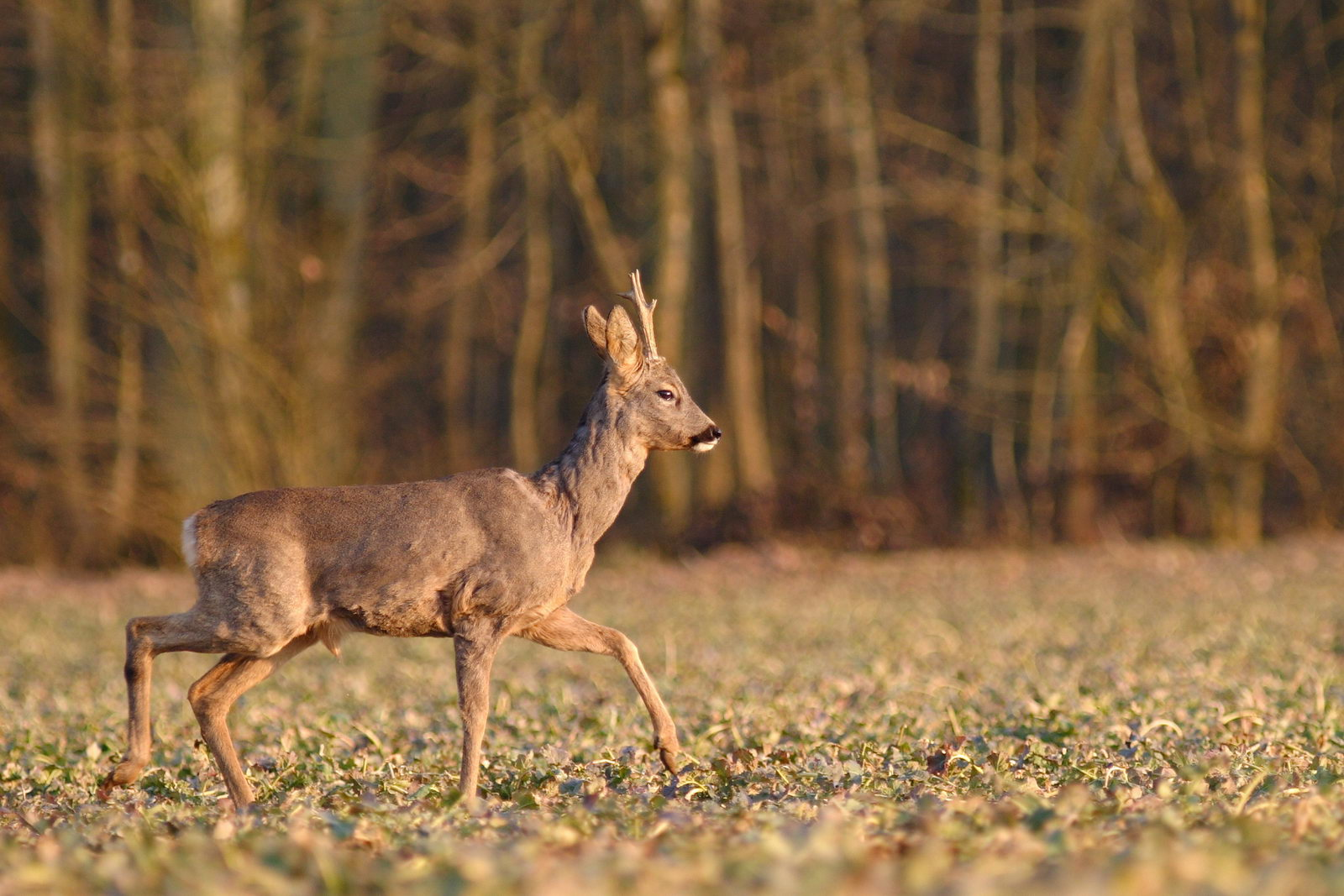
Un brocard

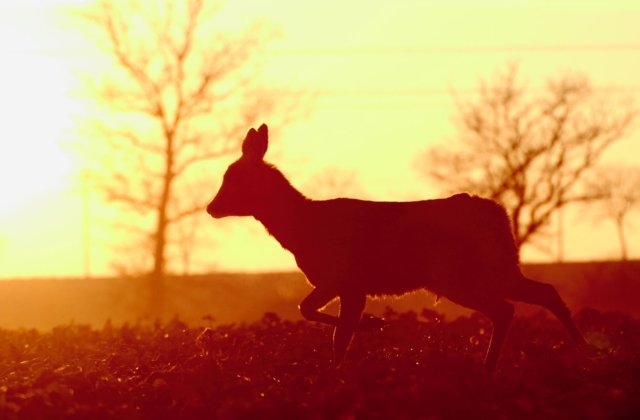
Un chevrillard

Le chevreuil mâle est appelé « brocard » lorsqu'il a un an à un an et demi et que ses bois ne sont pas ramifiés. Terme issu du normanno-picard broque qui signifie « dague ». Orthographié également et anciennement « broquart ». À ne pas confondre avec « brocart » qui signifie « broché » et qui est issu de l'italien brocatto et qui désigne une étoffe de soie brochée d'or . Le chevreuil seul porte des bois, mais il les perd à l'automne.
La femelle du chevreuil est la chevrette. Elle ne porte pas de bois (une vieille chevrette stérile est appelée « bréhaigne »).
Le jeune chevreuil s'appelle le « faon » (jusqu'à 6 mois), puis « chevrillard » (de 6 à 12 mois).

## Description

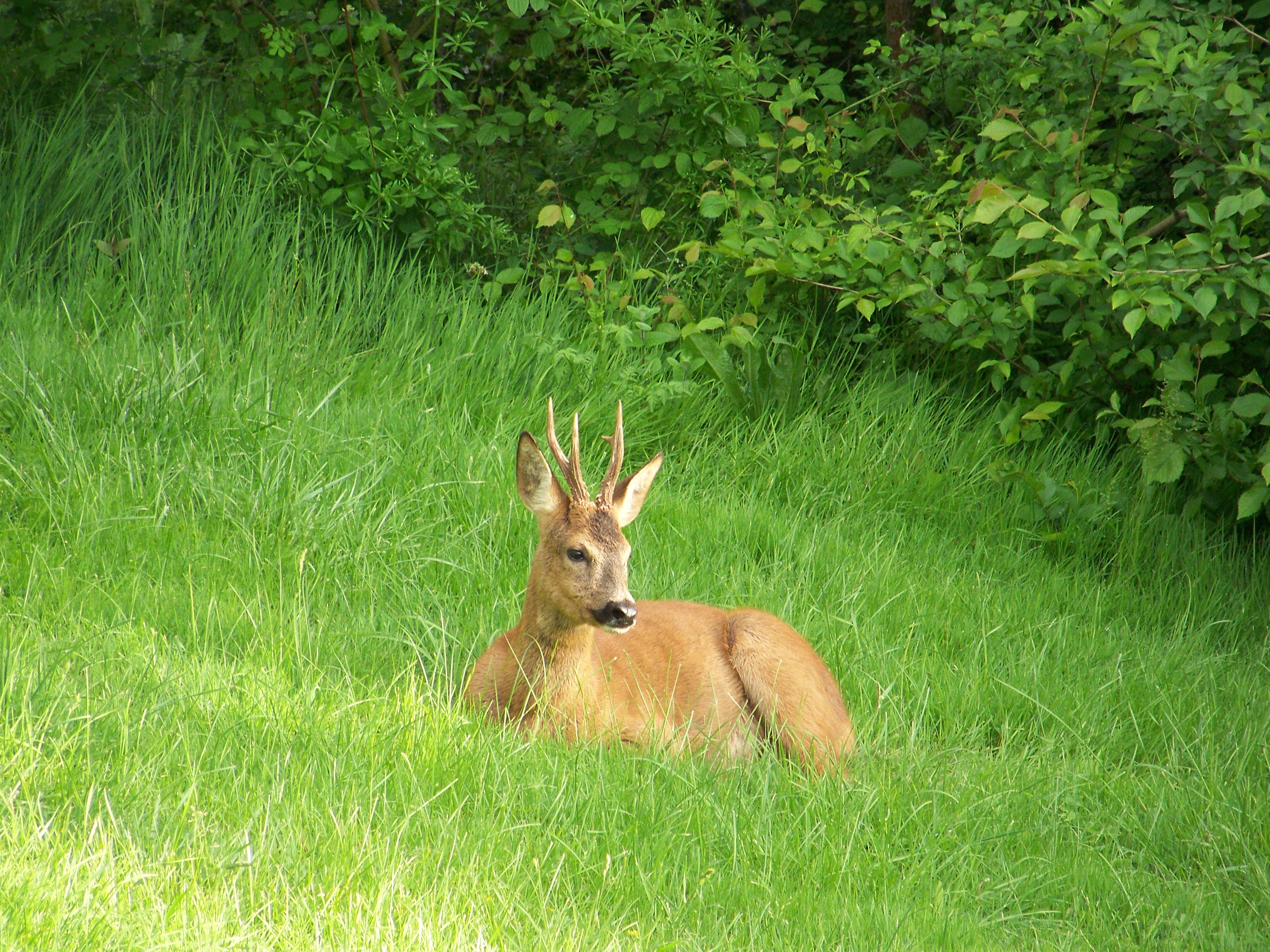
Chevreuil au repos, au printemps (Gers). On distingue un reste de la serviette à la base du cou.

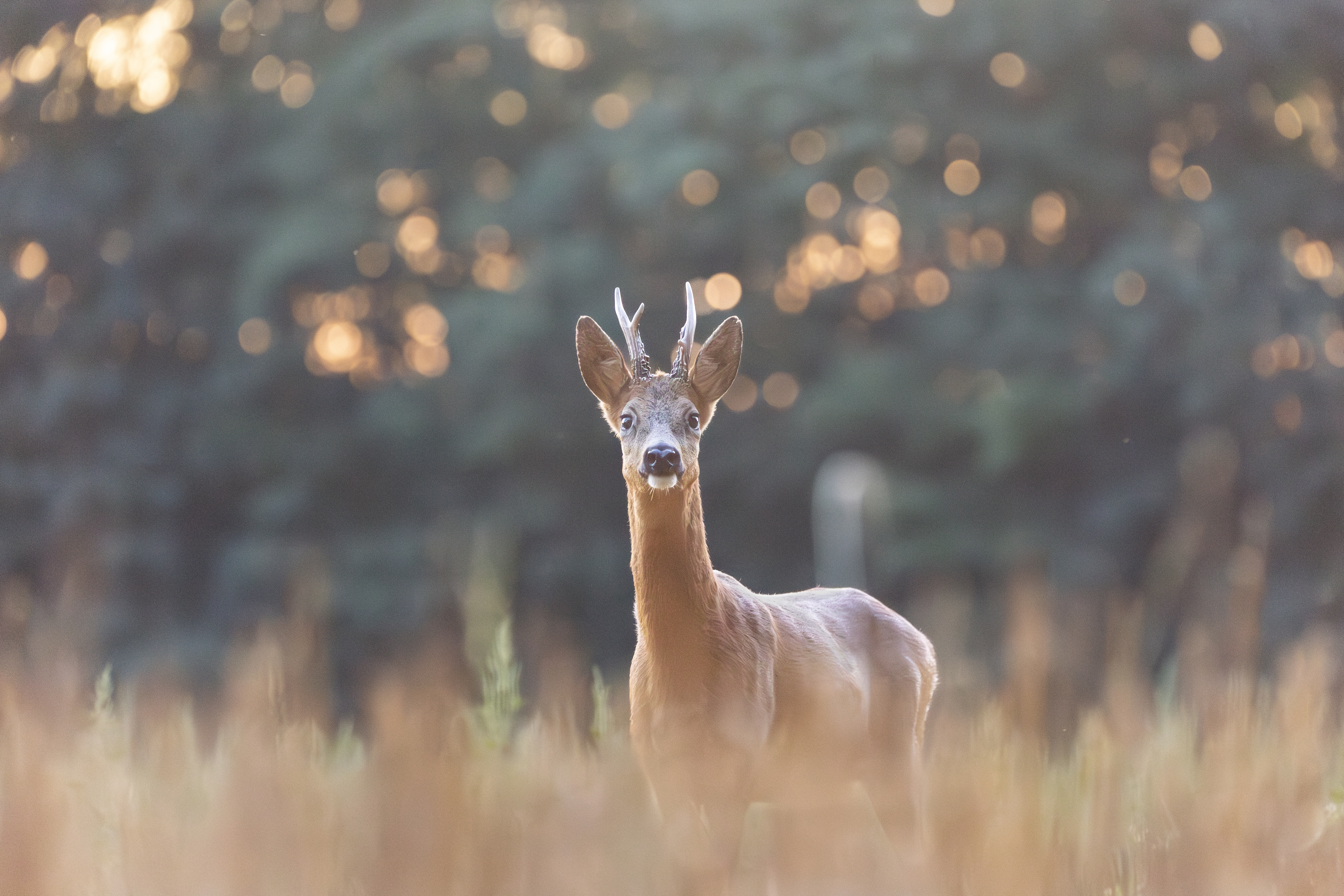
Chevreuil mâle photographié dans un champ dans le Loir-et-Cher.

Le chevreuil est un petit animal agile et très rapide, à la robe brunâtre et à la face plutôt grise, qui atteint à l'âge adulte des tailles variant selon les individus, de 57 à 67 cm (62 en moyenne) de hauteur au garrot pour les femelles et de 62 à 72 cm (67 en moyenne) de hauteur au garrot pour les mâles, avec une longueur du corps de 90 à 105 cm pour les femelles et de 105 à 120 cm de long pour les mâles. Son poids varie de 17 kg à 23 kg pour les femelles contre de 20 kg à 25 kg pour les mâles (35 maximum dans un habitat très riche). Il peut vivre jusqu'à 15 ans (avec un record de 20 ans, mais la plupart ne dépassant toutefois pas 10 ans dans la nature). À âge égal, le mâle pèse 2 kg à 3 kg de plus que la femelle. De par sa taille, il est considéré comme le plus petit cervidé d'Europe.
Il porte des bois caducs (qui tombent chaque année) et plutôt courts. Le chevreuil est dit anoure, c'est-à-dire sans queue, mais il dispose d'un petit toupet commandé par un muscle et un reste de vertèbres caudales qui par le passé formaient une queue qui s'est atrophiée (soudure des lames vertébrales). Il le lève en cas d'alerte afin de signaler à ses semblables qu'il faut fuir, révélant ainsi son miroir (taches blanches) dont les poils se hérissent pour doubler de volume. Il est aussi artiodactyle : il marche sur un nombre pair de doigts porteurs, à chaque membre.
- Pelage : celui du faon est tacheté durant deux mois, les taches étant alignées contrairement à celles du faon de cerf. Le chevreuil subit deux mues par an, au printemps (le pelage devient roux vif) et en automne (le pelage vire au gris-brun). En hiver, certains chevreuils ont la base du cou ornée d'une ou deux taches claires, dites serviette.

La tache claire et érectile qui orne le fessier est dite miroir ou rose ; d'un blanc pur en hiver, elle devient jaunâtre en été.
- Dimorphisme sexuel : le brocard a un corps plus trapézoïdal, au centre de gravité porté vers l’avant. Hormis en novembre-décembre, ses bois le distinguent de la femelle. En hiver, son miroir en forme de rein ou de haricot (alors que celui de la femelle a une forme de cœur) le distingue, de même que son pinceau pénien (de profil). La chevrette a un centre de gravité porté vers l'arrière et ne porte pas de bois.
- L'âge est déterminé par l'observation des dents de la mâchoire inférieure :
  - de 0 à quatre mois (quatre incisives, trois prémolaires, dont la troisième est trilobée) ;
  - au 4e mois, la 1re molaire apparaît ;
  - de 10 à 12 mois, une 3e molaire (trilobée) apparaît ;
  - de 12 à 14 mois, les prémolaires remplacent les dents de lait (la 3e prémolaire définitive est bilobée) ;
  - à 15 mois, la denture est complète (32 dents, dont quatre incisives, trois prémolaires, trois molaires).

La mâchoire supérieure est normalement dépourvue d’incisives, mais chez certains sujets une, voire deux, canines reliques apparaissent, ce sont des vestiges d’anciennes défenses encore présentes chez le cerf (on les appelle crochets ou fleurs de lys).

## Comportement

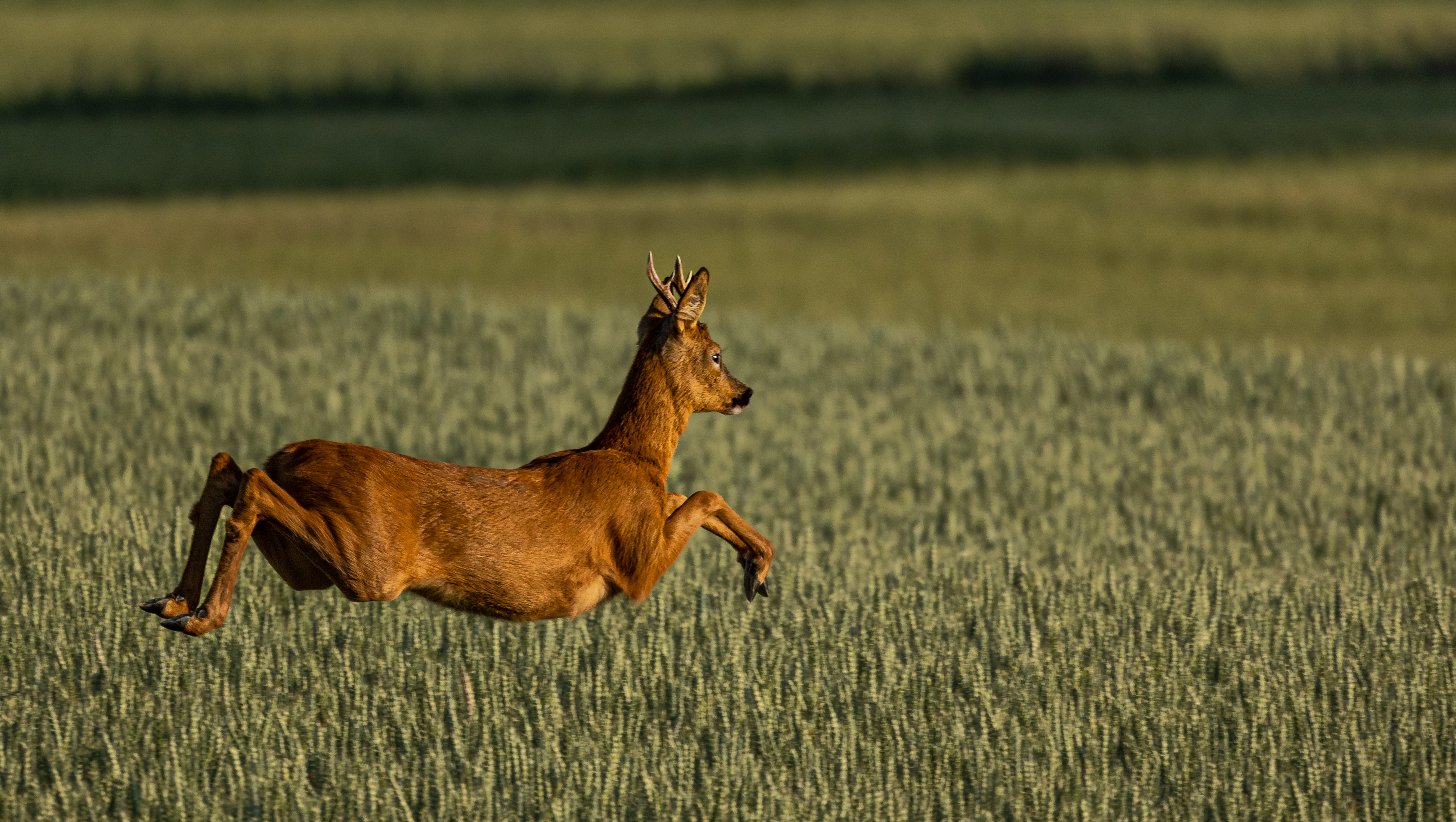
Un chevreuil en train de s'envoler dans le Vänerskärgården med Kinnekulle en Suède.

Depuis les plans de chasse et l'agrainage qui l'ont beaucoup favorisé[réf. nécessaire], et en l'absence de prédateurs naturels, le chevreuil est devenu le mammifère herbivore sauvage le plus commun en forêt, dans de nombreux pays de l'hémisphère nord. Il reste pourtant très discret. Ses populations sont donc difficiles à dénombrer, d'autant qu'il est essentiellement forestier. S'il s'approche volontiers des habitations proches des lisières tôt le matin ou la nuit, il fuit le contact de l'homme et est gêné par des dérangements répétitifs. Sa musculature et son système circulatoire sont adaptés à la fuite immédiate et aux bonds lui permettant de franchir les clôtures basses et les buissons en une fuite rapide en forêt dense ou au milieu des ronciers, mais il s'épuise rapidement à la course en milieu ouvert.

### Vitesse de déplacement

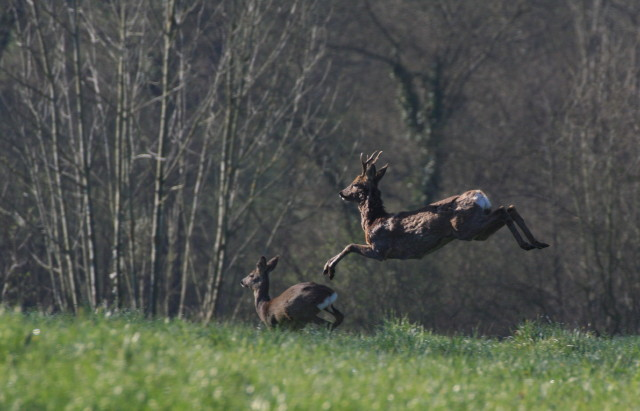
Chevreuil en plein saut (dans la Creuse).

Les chevreuils ont une morphologie adaptée à la course et aux bonds. Ils ont une musculature sèche, concentrée près du corps avec de longues pattes fines et légères. Leurs sabots frêles sont serrés et très pointus, idéaux pour la course. Ils peuvent bondir jusqu'à deux mètres de haut, et jusqu'à six mètres en longueur. Les chevreuils peuvent atteindre des pointes de vitesse comprises entre 90 et 100 km/h. En endurance, lorsqu'ils fuient des prédateurs, les chevreuils peuvent facilement tenir une vitesse de 40 km/h sur de longues distances. Ils courent plus vite que leurs prédateurs, cependant en l'absence de loups et de lynx dans certaines régions de France, ils se déplacent moins et sont moins musclés.

### Régime alimentaire
Il broute des herbages et abroutit des bourgeons, feuilles et jeunes branches d'arbres. Il est capable de choisir ses aliments et préfère des plantes plus digestes et riches en azote quand il a le choix.
C'est un animal essentiellement forestier, dont le système digestif digérait peu ou mal les foins et graminées sèches qui sont les plantes les plus fréquentes en milieu non forestier (sauf au printemps et sauf dans certains milieux cultivés). Néanmoins, depuis quelques décennies, les chevreuils ont modifié leurs comportements et se font nombreux et fréquents dans les champs où ils profitent notamment des cultures d'hiver et de printemps. Il semble, par ailleurs, qu'il se soit adapté à ses nouveaux milieux et accepte toutes les nourritures. Les faons étant élevés dans les prés de fauche et les champs céréaliers n'ont guère d'autres choix nutritionnels et doivent s'adapter.
Au printemps et en été, le chevreuil consomme, en forêt, les feuilles de nombreux arbres feuillus (chêne, charme, érable, cornouiller...), beaucoup de graminées, et quelques dicotylédones.
En hiver, il consomme les ronces, la bruyère callune, le lierre sur les troncs et quelques autres végétaux ou champignons.
Il mange aussi des glands, des faînes, et parfois n'hésite pas à consommer certaines cultures d'hiver (céréales notamment). Friands de sel, les chevreuils consomment les blocs placés par les chasseurs (fixation des populations) et les éleveurs. En pays de bocage, les haies et l'herbe constituent leur nourriture principale de façon identique au bétail qui choisit ce qu'il lui faut pour combler ses besoins.

### Comportement social

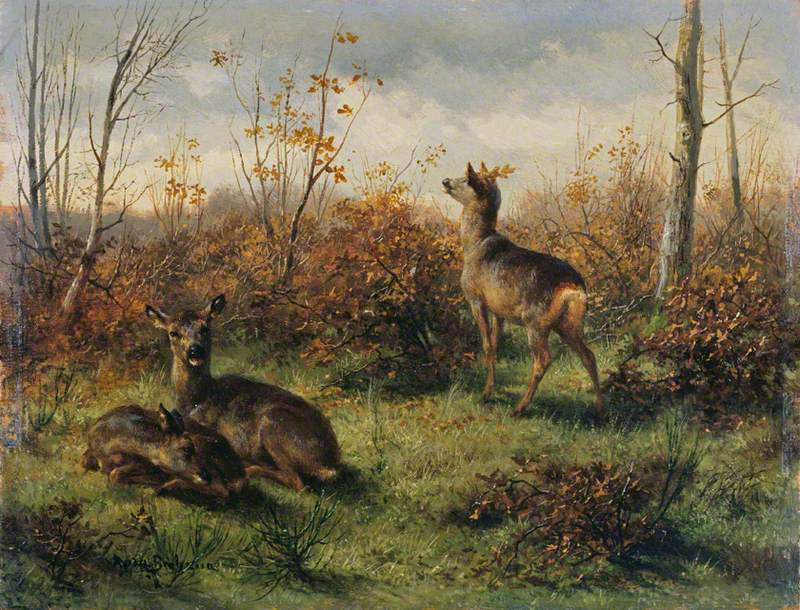
Chevreuils, avant 1860
Rosa Bonheur, Wallace Collection, Londres.

Il est grégaire et peut former des groupes de plus de dix individus en milieu ouvert en hiver. La cellule sociale de base du chevreuil est matriarcale, associant une chevrette et sa progéniture de l’année (jusqu’au 10e-11e mois, après quoi les jeunes sont repoussés par la femelle).
L'adulte est sédentaire en forêt sur un territoire enforesté de 30 à 60 voire 100 hectares, qu'il conserve durant toute sa vie.
Comme le cerf élaphe, il passe environ 50 % de son temps à se reposer et dispose donc de réseaux de zones de repos sur son territoire. Il exploite aussi occasionnellement les abords des forêts. Le rythme d’activité du chevreuil est dit polyphasique. C'est-à-dire qu'il représente 6 à 12 phases d’activité dans la journée dont deux particulièrement marquées au lever du jour et à la tombée de la nuit.
L'adulte communique surtout par des postures, et à distance par un cri dit aboiement parce qu'il évoque un aboiement de chien, alors que le faon émet de faibles piaulements.
Certains individus plus aventuriers migrent et s'intègrent dans d'autres groupes, entretenant la diversité génétique des populations locales au sein de métapopulations régionales, à condition que les forêts ne soient pas trop isolées les unes des autres par des phénomènes d'insularisation écologique et de fragmentation écopaysagère.
Son comportement est modifié en l'absence de prédateurs naturels (loup, lynx) ; il se déplace moins et est moins musclé.

### Comportement territorial

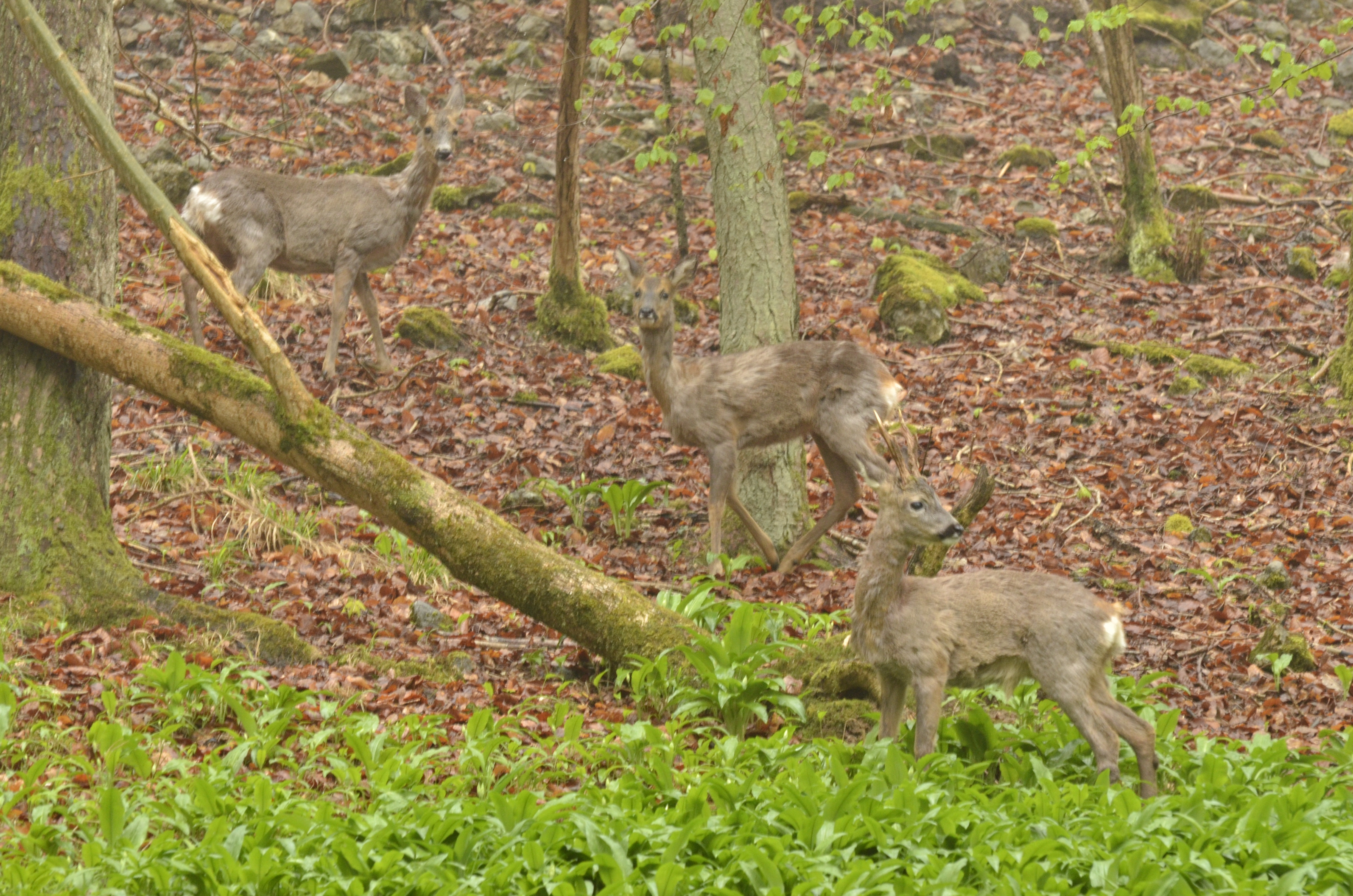
Un groupe de trois jeunes chevreuils dans la réserve animale du Domaine des grottes de Han en Belgique.

Chez les mâles, il est caractérisé sept mois par an (de février à août) par une activité de marquage hormonal et/ou odorant du territoire, par « frottis » et « grattis » (on parle de « régalis » quand un frottis est associé à un grattis). Ce comportement pose un problème pour la régénération forestière là où les populations sont denses. Une étude a porté en France sur des plants de chêne sessile de trois ans exposés au chevreuil en conditions contrôlées (avec suivi de l'état des arbres durant trois ans). Après trois ans, 39 % des plants étaient morts (c'est plus que le taux naturel de mortalité qui est élevé chez les jeunes chênes). 51 % ont eu une perte de hauteur importante par rapport à leur hauteur initiale (supérieure à 20 cm) et 10 % seulement se sont normalement développés (comme les plants témoins non « frottés »). Cette étude a également montré que les blessures faites au printemps (montée de sève, feuilles plus fragiles..) sont deux fois plus importantes, « à comportement égal du chevreuil ».
Ces résultats pourraient être tempérés par deux éléments qui restent des hypothèses, à ce jour non scientifiquement démontrées (mais qui ne semblent pas avoir fait l'objet d'études) :
- Plus les chevreuils sont nombreux, plus ils tendent à marquer leur territoire ;
- Les chevreuils semblent plus activement marquer leur territoire là où ils sentent l'odeur de l'homme (et des chiens ?), leurs dégâts étant alors amplifiés sur les plants issus de pépinières puis replantés en forêt, ou dans les parcelles fortement gérées par l'homme. Néanmoins leurs dégâts ne peuvent être niés là où ils sont très nombreux (la clôture d'une parcelle suffit à y favoriser fortement la régénération naturelle).

Pour limiter les dégâts sur les arbres, les forestiers demandent aux chasseurs de respecter un « équilibre sylvo-cynégétique » qui n'est pas toujours consensuel. Les forestiers ne veulent pas non plus se priver des chevreuils qui font partie de l'écosystème forestier et qui, avec les autres « grands gibiers », contribuent au revenu de la forêt souvent à hauteur de 50 % environ, voire plus.

### Reproduction
- En période de rut (du 15 juillet au 15 août), les mâles ont un comportement territorial spécifique : ils frottent leur bois contre des arbres, déposent la sécrétion odorante de leurs glandes frontales et grattent la terre. Avant l'accouplement, le mâle qui suit une femelle emprunte souvent un itinéraire circulaire dit « rond de sorcière » (à ne pas confondre avec les ronds de champignons également dénommés rond de sorcière) ou ayant la forme d'un huit parfois.
- L’œstrus de la chevrette ne dure que 36 heures environ.
- La gestation dure 280 jours, soit neuf mois et demi ; après la fécondation, l'embryon ne se fixe par « gestation différée » qu'au bout de quatre mois, fin décembre-début janvier.
La gestation directe dure cinq mois, soit au total 41 semaines (soit neuf mois et demi ou 280 jours). Cette étape particulière s'appelle la dia-pause embryonnaire.

Leurs faons seront mis bas en mai-juin.
- La portée comprend en moyenne deux petits (de 1 à 3). Une femelle pesant moins de 20 kg ne peut pas mettre de faons au monde[réf. nécessaire]. En revanche, plus la femelle est lourde plus elle a de chance de mettre au monde un nombre élevé de faons[15]. Chaque faon pèse de 1 à 2 kg à la naissance. L’allaitement dure en moyenne de 2 à 3 mois (mais peut continuer jusqu’à mi-novembre si les conditions sont bonnes[16]). Le sevrage est achevé au 5e ou 6e mois (en octobre-novembre). 
Le jeune s’émancipe à la fin de la 1re année de vie. La maturité sexuelle survient vers la seconde année de vie, à 20 kg pour les femelles[15].

## Répartition, aire vitale et habitat

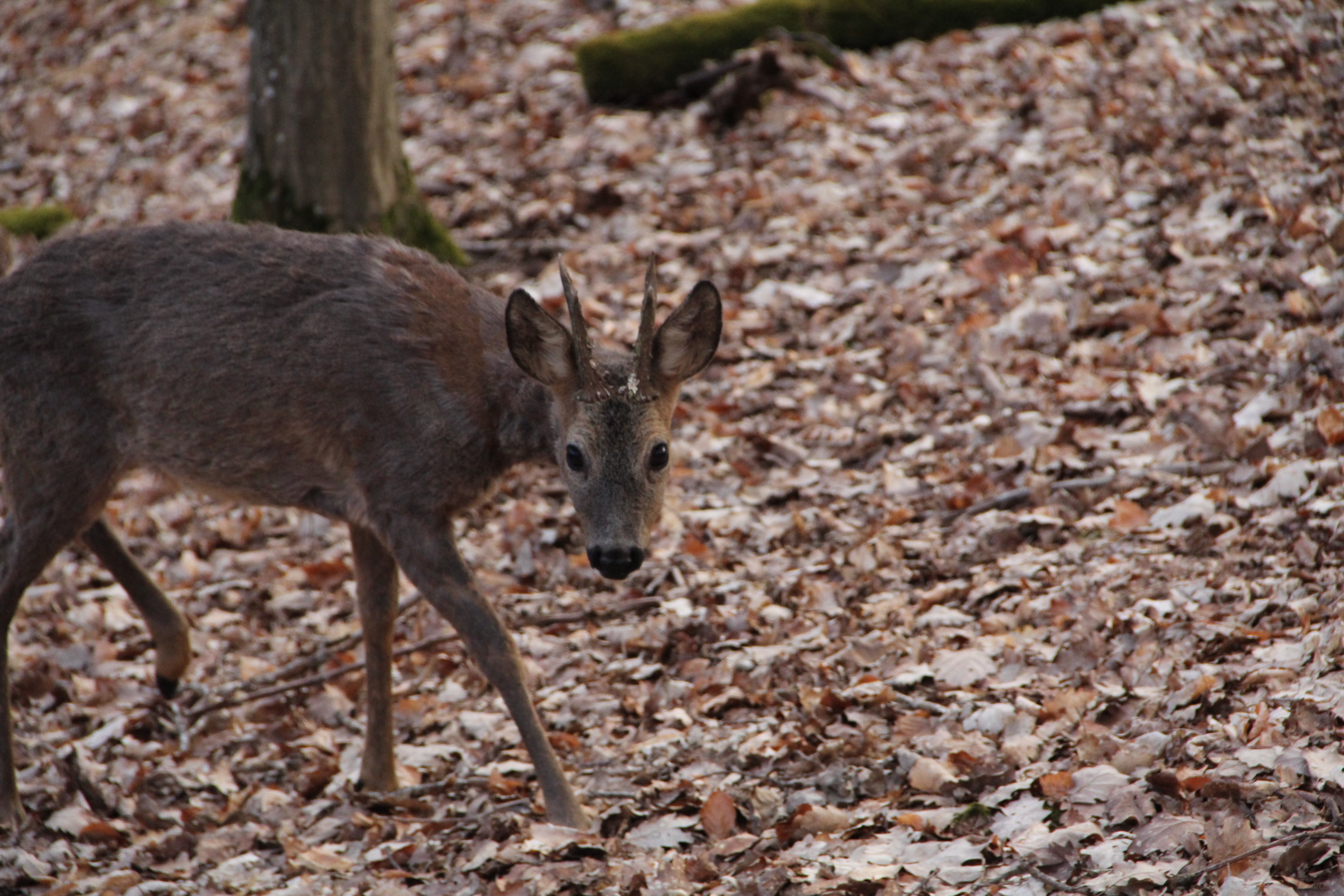
Capreolus capreolus de face dans une foret française (Lorraine).

La répartition actuelle du chevreuil diffère probablement de son écopotentialité. Elle subit toujours l'influence du milieu, mais aussi celle de la disparition ou forte régression de ses prédateurs (hormis l'homme) et de l'agrainage, celle d'autres sources artificielles de nourriture (cultures vivrières), d'abreuvement (abreuvoirs d'élevage, lavognes, etc.) et d'oligoéléments (pierres à sel d'élevage...).
Son écologie et son aire vitale font encore l'objet d'études. Ce sont deux des éléments de sa chorologie.
Le chevreuil est présent en Europe et en Asie où il peut atteindre 20 à 30 têtes pour 100 hectares, avec risques fréquents de déséquilibres sylvo-cynégétiques.
Il vit dans des milieux variés : bois, forêts de feuillus ou de conifères, bosquets à végétation herbacée variée ou clairières. Les taillis sous futaie avec espaces dégagés lui sont favorables. On le trouve aussi dans des champs et des prairies, ainsi que dans des parcs et réserves fauniques. Il est sédentaire, sauf dans la période du rut où le mâle se déplace pour aller féconder le plus grand nombre de femelles sur son territoire. Ses mœurs sont surtout crépusculaires, mais il est aussi visible en plein jour. Il peut vivre en solitaire, par couple ou en groupes familiaux (hardes) composés d'une ou plusieurs femelles et de leurs faons. En général, les troupes de 10 à 15 têtes se forment seulement en automne et en hiver. En dehors du rut, les mâles sont plutôt solitaires. Excellent coureur et sauteur, le chevreuil nage aussi très bien, mais il ne choisit cette option que lorsqu'il y est obligé ou lorsqu'il est menacé. En présence d'un danger, les faons sont souvent abandonnés provisoirement par les femelles. Plus âgés, au cours de la fuite, ils suivent leur mère.
Bien que cette espèce soit réputée très sédentaire,, le radio-pistage a montré en France qu'au sein d'un même territoire (réserve de Chizé en l'occurrence) – pour une aire vitale observée pour la durée totale de vie d'un chevreuil – le domaine vital de chaque chevreuil peut significativement varier d'une année sur l'autre : chez les chevreuils suivis sur plusieurs années par Pellerin (2005), le recouvrement d'une année sur l'autre était d'environ 60 % pour chaque individu. En présence de grands prédateurs, il est probable que cette variation soit plus importante.
De plus, les chevrettes âgées peuvent diminuer leur aire vitale, probablement grâce à « l'expérience acquise par rapport à leur territoire et la connaissance des patches alimentaires riches au fil des mois »,,,.

### Population
Il y a environ 15 millions de chevreuils en Europe centrale.
En France, on estime la population à environ 1,5 million d'individus. Cette population est en augmentation de 20 % entre 2005 et 2020.

## Rôles et menaces

### Importance écologique

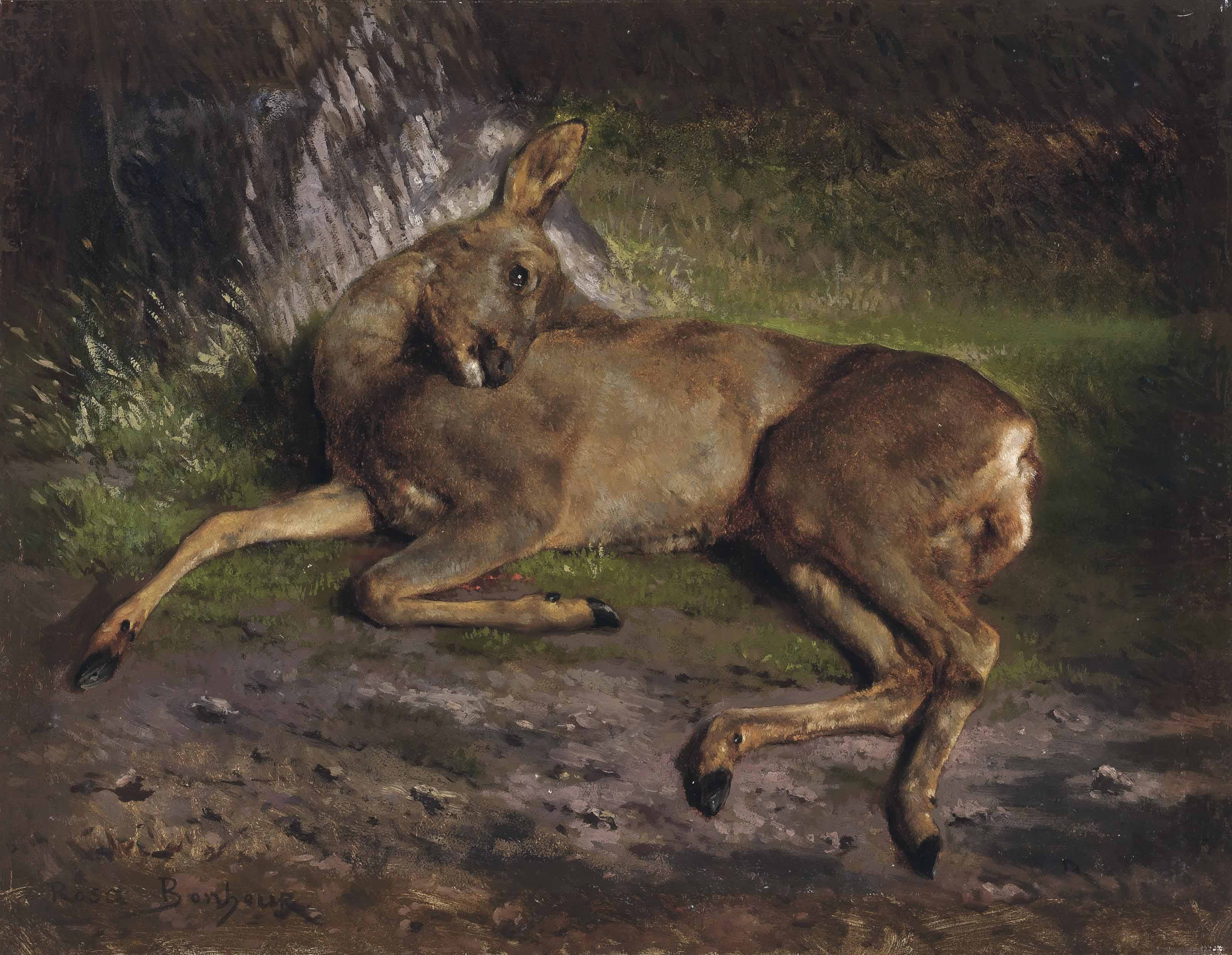
Un chevreuil dans la forêt, Rosa Bonheur, Collection privée.

En tant qu'herbivore, le chevreuil contrôle la densité de la végétation au sein de son écosystème, soit par broutage, soit par les frottis et les blessures qu'il occasionne aux jeunes arbres pour marquer son territoire. Il contribue à l'entretien de zones de clairières ou de milieux semi-ouverts et parfois de corridors intra- ou inter-forestiers. Comme pour d'autres animaux, son piétinement peut endommager les sols fragiles (pentes, sables, etc.) mais aussi contribuer à enfouir des graines, ou au contraire mettre au jour des graines anciennement enfouies, leur permettant de germer. C'est néanmoins un animal léger qui n'est pas réputé pour endommager les sols.
Dans un système naturel, il est lui-même contrôlé par ses prédateurs (loup, lynx) et par les maladies et le parasitisme qui se développent plus rapidement quand ses populations se densifient. Comme de nombreux animaux, il joue un rôle de diffusion pour certaines espèces (dont les parasites) en transportant des graines et diverses propagules (spores de champignons, œufs, larves ou petits animaux) dans son pelage, sous ses sabots et dans son tube digestif.
Enfin, dans les forêts où les grands prédateurs carnivores ont survécu, il constitue une proie importante pour ces derniers. Quand il meurt de mort naturelle (maladie, parasitisme), ou des suites de blessure de chasse ou d'autres causes (accident de la route, empoisonnement, etc.), son cadavre reste une source d'alimentation pour les invertébrés et animaux nécrophages.
Ses ossements et surtout ses bois peuvent être rongés par d'autres animaux (écureuil en particulier) qui semblent y récupérer des sels minéraux (notamment dans les régions naturellement acides et pauvres en calcium), et peut-être aussi aiguiser leurs dents. Dans les forêts très fortement polluées par des métaux lourds (plomb en particulier) issus de séquelles de guerre ou industrielles, le cadavre et le squelette du chevreuil peuvent être une source de polluants qui retournent directement dans la chaîne alimentaire.

### Prédateurs et régulation
Les prédateurs du chevreuil sont les loups et le lynx. Le renard roux, les chiens errants, les gloutons et les sangliers peuvent s'attaquer aux faons. L'homme le chasse pour sa chair et régule ses populations si les prédateurs sauvages sont absents. Les groupes denses de chevreuils sont aussi régulés par diverses maladies, favorisées par la promiscuité et éventuellement par des pullulations de tiques.

### Maladies

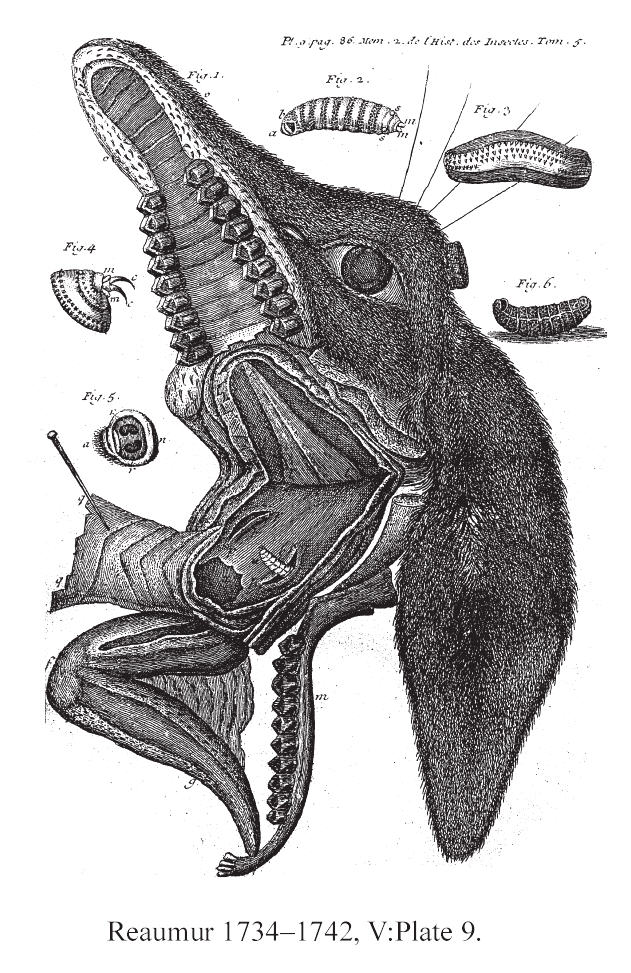
Planche 9 de René-Antoine Ferchault de Réaumur décrivant l'autopsie d'un chevreuil et la mise en évidence de parasites (myases) (larve d'une mouche de la famille des Oestridae).

Le chevreuil est d'autant plus sensible à diverses maladies parasitaires que ses populations sont denses et qu'il est en situation de promiscuité forcée, renforcée par la fragmentation et l'isolement de nombreux boisements, par la raréfaction des mares et par les dispositifs d'agrainage et de pierre à sel qui les concentrent et tendent à les sédentariser.
Cet animal peut être porteur de divers parasites et microbes. Il est de plus en plus souvent infesté par les tiques, de plus en plus présentes en forêt, et qu'il contribue sans doute, avec le cerf et le sanglier, à colporter. Ces tiques sont vectrices de diverses zoonoses transmissibles à l'Homme, dont la maladie de Lyme.
Il est souvent victime de myiases, causées par la mouche Cephenemyia stimulator et d'Ehrlichiose, une maladie bactérienne transmise par les tiques. La douve et la strongylose (infestation parasitaire par des vers) affectent aussi de nombreux chevreuils, notamment dans les cheptels sous-alimentés ou affaiblis par l'hiver.

### Rôle épidémiologique
Le chevreuil est aussi espèce-réservoir de l'anaplasmose. Une étude italienne a par exemple analysé par PCR des échantillons de rates de chevreuil : 19,8 % d'entre eux étaient porteurs d'Anaplasma phagocytophila, agent responsable de l'anaplasmose humaine
En raison de populations forestières denses et peut-être du manque d'élimination des animaux fortement parasités par leurs prédateurs naturels (loup, lynx, ours...) le chevreuil semble prendre une importance majeure comme réservoir de la maladie de Lyme (Borréliose). Selon une étude récente (2013) basée sur l'ADN d’hôtes ingérés par 880 larves ou nymphes de tiques de l'espèce Ixodes ricinus collectées en forêt et dans des parcs urbains du Nord-Ouest de la Pologne, ces tiques s'étaient principalement nourries sur des chevreuils, cerfs et sangliers, plus que sur des carnivores rongeurs, oiseaux et lézards comme on le pensait. Parmi les tiques ainsi étudiées, celles qui s'étaient nourries sur le chevreuil étaient souvent co-infectées par deux espèces de Rickettsia et deux espèces de Borrelia. Celles qui s'étaient nourries sur le sanglier étaient co-infectées par des Rickettsia et trois espèces de Borrelia.

## Le chevreuil et l'Homme

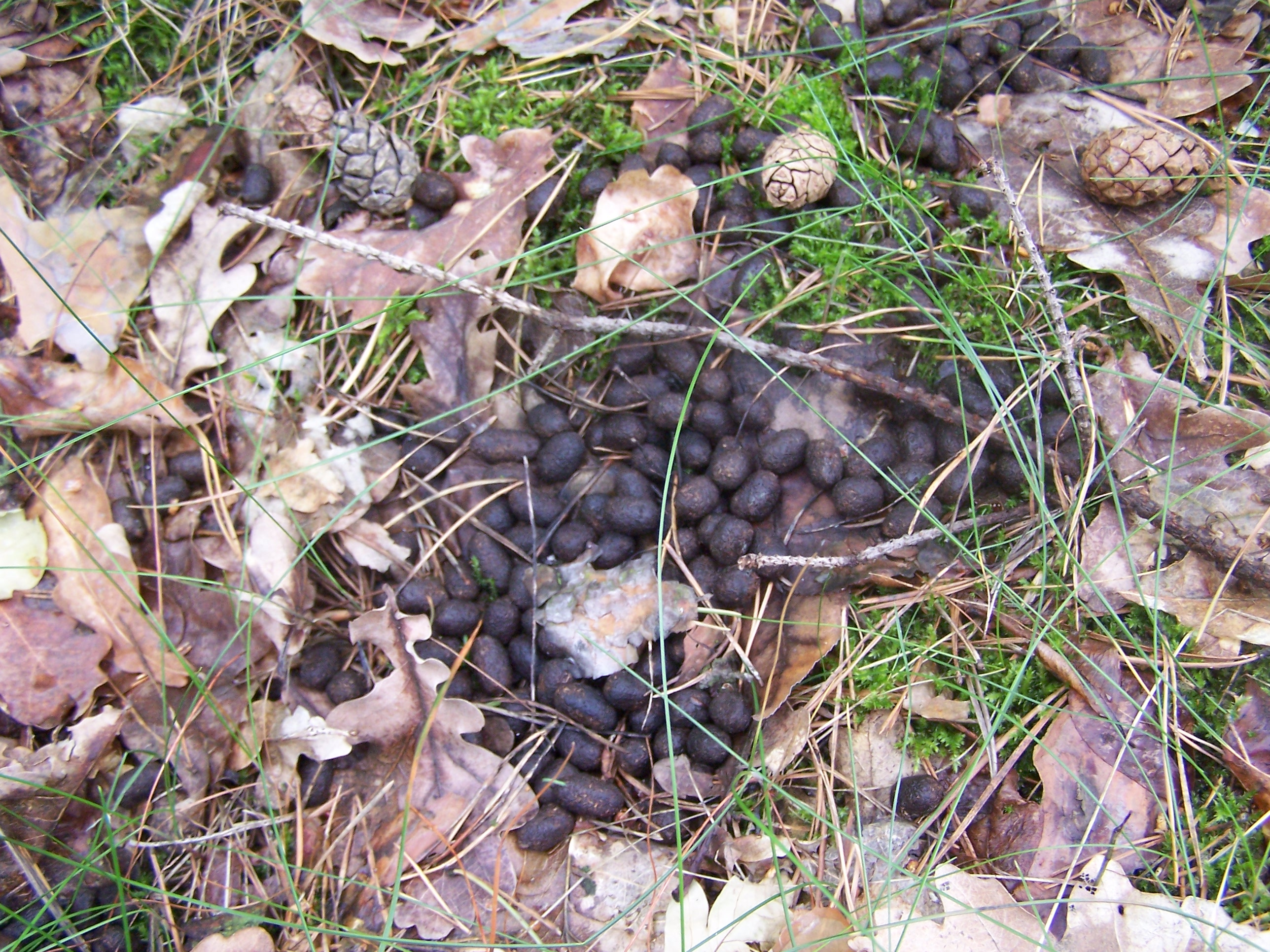
Excréments (parfois appelés « moquette »), l'un des indices de présence les plus communs, avec les traces de sabots.

### Régulation des populations par des causes naturelles et par l'être humain
En l'absence de prédateurs naturels (lynx et loup) ou face à la grande rareté de ces derniers, et en raison des plans de chasse, les populations de chevreuils ont très fortement augmenté au XXe siècle, en Allemagne et en France notamment où il occupe désormais tout le territoire avec une extension récente dans le sud et dans les départements montagnards. À l'heure actuelle, hormis dans les régions où le lynx est présent, seuls le renard roux ou des chiens errants exercent une pression sélective par la prédation, sur les très jeunes individus. Les études de l'ONCFS, basées sur l'analyse du contenu stomacal ou des crottes montrent que le chevreuil constitue une infime part de l'alimentation du renard (des films infrarouges tournés de nuit montrent le devenir d'un cadavre de chevreuil ou de sanglier). On y voit que le renard a volontiers un comportement nécrophage, comme d'ailleurs certains mustélidés qui n'avaient pas cette réputation (le fait qu'un renard mange un cadavre, ou qu'on trouve des traces de pattes de renard près d'un cadavre de chevreuil ne signifie nullement qu'il a attaqué l'animal). Des chiens errants peuvent tuer ou blesser des chevrettes pleines, et déranger l'animal en le « décantonnant » par leurs poursuites, imités en cela par des chiens courants égarés.
La mortalité animale due aux véhicules touche un nombre croissant de chevreuils, surtout dans les régions forestières très fragmentées par des autoroutes non clôturées. Il est arrivé, dans certains districts d'Allemagne fédérale, que le plan de tir soit annulé purement et simplement, les accidents de la route ayant effectué le prélèvement destiné aux chasseurs. Des écoducs sont construits depuis les années 1980, et diverses méthodes préventives aident à diminuer ce type de mortalité (clôtures électrifiées, engrillagements, répulsifs ou produits destinés à cantonner les chevreuils loin de ces routes).
À l'époque de la fenaison et des moissons, malgré l'adjonction de dispositifs destinés à effrayer le chevreuil pour le faire fuir, les faucheuses modernes tuent de jeunes animaux qui restent instinctivement tapis au sol pour se protéger.

### Chasse

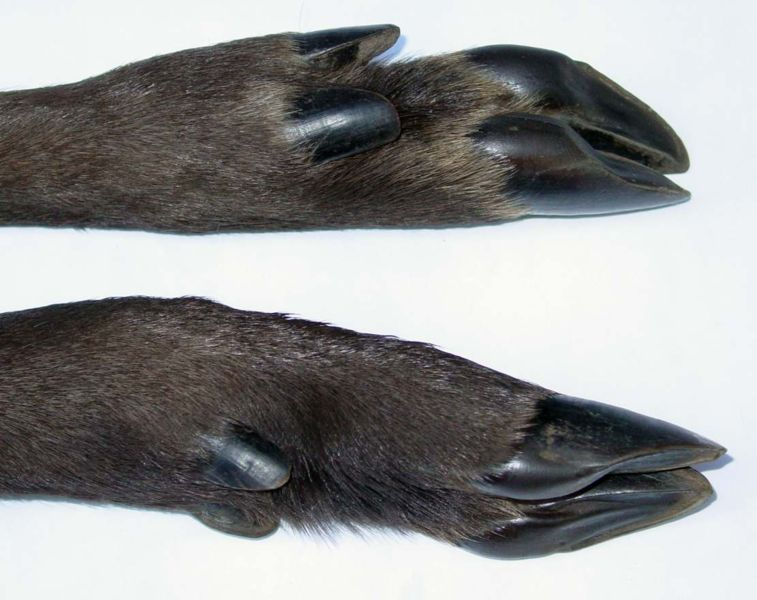
Le sabot caractéristique du chevreuil est à l'origine de traces assez faciles à identifier.

La situation démographique du chevreuil en Europe semble meilleure qu'elle ne l'a jamais été, mais peut-être pas en terme sanitaire et de diversité génétique. En 2007 en France, 501 345 unités ont été chassées pour 560 332 attributions.

## Symbolique

### Mythologie
Dans le mythe gallois Cad Goddeu, Arawn vole un chevreuil blanc appartenant à Annwn, symbole du voyage de l'âme vers la mort.

### Calendrier républicain
Le chevreuil voit son nom attribué au 15e jour du mois de frimaire du calendrier républicain ou révolutionnaire français, généralement chaque 5 décembre du calendrier grégorien.